# Biscuit International
Biscuit International es una compañía multinacional francesa del sector de la alimentación, con sede en París. Fue fundada en 2016 como resultado de la fusión de Poult (Francia) y Banketgroep (Países Bajos), líderes nacionales en su sector. A través de la adquisición de diversas compañías europeas se transformó en el principal fabricante europeo de galletas dulces de marca blanca. Es propiedad de la firma de capital inversión estadounidense Platinum Equity.

## Historia
En junio de 2016 se anunció la fusión entre la neerlandesa Banketgroep, fundada en 1930 y líder del mercado europeo de gofres, y la francesa Poult, fundada en 1883 y que era el segundo mayor fabricante francés de galletas, para dar lugar a Biscuit International.
El grupo adquirió en 2018 A&W (Alemania), Stroopwafel & Co (Países Bajos), Northumbrian Fine Foods (Reino Unido) y Galletas Arluy (España). En 2019 se hizo con Aviateur (Países Bajos) y en 2021 Dan Cake (Portugal) y Continental Bakeries (Países Bajos) para convertirse en el líder europeo de galletas dulces de marca blanca. Con la compra de esta última a Goldman Sachs, BI se convirtió en proveedor de la cadena española Mercadona.
En mitad de estos procesos, Biscuit International fue adquirida el 14 de febrero de 2020 por el fondo de capital inversión estadounidense Platinum Equity.
El 1 de diciembre de 2021 se informó de que BI se convertiría en socio inversor de la española Cerealto Siro Foods, uno de los principales fabricantes nacionales de galletas y cereales, con tres plantas en España y otras cuatro en Portugal, Italia, Reino Unido y México, aunque finalmente la operación no se llegó a concretar.

## Datos
Biscuit International dispone de 20 plantas de fabricación en Reino Unido, Francia, Países Bajos, Alemania, Portugal y España que suman 90 líneas de producción. Emplea unas 2400 personas y supera los 530 MM€ de facturación.